# Agustín Carabajal (baloncestista)
Agustín Carabajal (Junín, Buenos Aires, 5 de abril de 1978) es un ex-baloncestista argentino que, con tan solo 1.79 metros de altura, se desempeñaba en la posición base. En el año 2006 los periodistas especializados en baloncesto de su país lo escogieron como la Revelación de la Liga Nacional de Básquet de esa temporada.

## Trayectoria

### Clubes
| Club                                     | País      | Año         |
| ---------------------------------------- | --------- | ----------- |
| Los Indios de Junín                      | Argentina | 1996 - 1998 |
| San Miguel                               | Argentina | 1999 - 2002 |
| ICD Pedro Echagüe                        | Argentina | 2002 - 2003 |
| Ciclista Juninense                       | Argentina | 2003 - 2006 |
| Quilmes de Mar del Plata                 | Argentina | 2006 - 2007 |
| Regatas Corrientes                       | Argentina | 2007 - 2008 |
| Independiente de Neuquén                 | Argentina | 2008 - 2009 |
| Regatas Corrientes                       | Argentina | 2009 - 2010 |
| Gimnasia y Esgrima de Comodoro Rivadavia | Argentina | 2010 - 2011 |
| San Martín de Corrientes                 | Argentina | 2011 - 2012 |
| Unión Progresista                        | Argentina | 2012        |
| Argentino de Junín                       | Argentina | 2013        |
| La Unión de Colón                        | Argentina | 2013 - 2014 |
| GEPU-Española                            | Argentina | 2014 - 2015 |
| Pérfora                                  | Argentina | 2015 - 2016 |
| Neptunia                                 | Argentina | 2017 - 2018 |
| Centro Bancario Gualeguay                | Argentina | 2018 - 2019 |
| Ciclista Juninense                       | Argentina | 2019 - 2020 |
| Los Indios de Junín                      | Argentina | 2021        |